# Cians
Der Cians ist ein Fluss in Frankreich, der im Département Alpes-Maritimes in der Region Provence-Alpes-Côte d’Azur verläuft. Er entspringt in den französischen Seealpen, am Südosthang des Mont Mounier (2817 m), knapp außerhalb des Nationalparks Mercantour. Seine Quelle liegt zwischen den Gipfeln Tête de Pierrous (2047 m) und Tête de Chamia (1943 m) im Gemeindegebiet von Beuil. Im Oberlauf durchquert er das Militärgelände Champ de Tir de l’Empeigné. Auf seinem weiteren Weg in südlicher Richtung passiert er die spektakulären Schluchten Gorges Superieures du Cians sowie Gorges Inferieures du Cians und mündet nach rund 25 Kilometern an der Gemeindegrenze von Touët-sur-Var und Rigaud als linker Nebenfluss in den Var.

## Orte am Fluss
(Reihenfolge in Fließrichtung)
- Beuil
- Rigaud
- Le Pont du Cians, Gemeinde Rigaud